# Albert Camus, Solitaire et Solidaire
Albert Camus, Solitaire et Solidaire est un album-récit biographique sur la vie et l'œuvre de l'écrivain Albert Camus, écrit par sa fille Catherine Camus.

## Genèse 1913-1936
« Chaque artiste garde ainsi, au fond de lui, une source unique qui alimente pendant sa vie ce qu'il est et ce qu'il dit. [...] Pour moi, je, sais que ma source est dans L'Envers et l'Endroit, dans ce monde de pauvreté et de lumière où j'ai longtemps vécu... »

— Albert Camus, L'Envers et l'Endroit – Préface - OCI page 32
Les textes retenus dans ce chapitre sont d'abord des textes à caractère autobiographiques qui renvoient à cette époque, de la naissance de Camus à 1936, essentiellement L'Envers et l'Endroit, Le Premier Homme et le tome I des Carnets ou quelques citations tirées de Noces.
Mais Catherine Camus a aussi puisé dans des textes moins connus comme celui paru dans la revue Évidence ou des extraits de lettres adressées à Louis Germain son instituteur, à Jean Grenier, à ses amis Jean de Maisonseul ou René Char, ou des éléments empruntés au questionnaire de Carl A. Viggiani. Elle a sélectionné des photos là aussi classique sur la jeunesse de Camus ou sur sa famille (dont certaines inédites) mais également des fac-similés de documents (actes de l'état civil...), Photos du RUA, des cartes postales d'époque ou des coupures de presse.
Les citations évoquent la pauvreté que Camus a maintes fois évoquée :
« La pauvreté n'a jamais été un malheur pour moi : la lumière y répandait ses richesses... » (L'Envers et l'Endroit)
« Mais finalement, il n'y a que le mystère de la pauvreté qui fait les êtres sans nom et sans passé. » (Le Premier Homme)
« J'ai découvert qu'un enfant pauvre pouvait s'exprimer et se délivrer par l'art. » (Questionnaire de Carl A. Viggiani)

## Éveil et action 1937-1945
« Pour moi devant ce monde, je ne veux pas mentir ni qu'on me mente »

— Albert Camus, Noces – Le vent à Djémila - OCI page 115 

« Une vérité est chose qui croît, qui se fortifie. Elle est une œuvre à faire. Et c'est cette œuvre qu'il faut poursuivre sur le papier et dans la vie avec toutes les ressources de la lucidité  »

— Albert Camus, Sans lendemains - OCI page 1201
Ce chapitre contient aussi des textes autobiographiques : on y retrouve L'Envers et l'Endroit, Le Premier Homme, le tome I des Carnets ou des références tirées de Noces, d'Actuelles III et de L'Été. Mais il contient d'autres textes intéressants tirés essentiellement de sa correspondance avec Jacques Heurgon, R. Hadrich, Marcel Aymé et Pascal Pia, le Manifeste du Théâtre de l'Équipe ou des articles d'Alger Républicain ou de Combat.
Il contient outre des photos de Camus avec sa femme Francine, avec Pascal Pia, beaucoup de fac-similés et d'articles de journaux. Dans une lettre à son ami R. Hadrich, il donne son sentiment sur L'Étranger : « 'L'Étranger' n'est ni réaliste, ni fantastique. J'y verrais plutôt un mythe incarné, mais très enraciné dans la chair et la chaleur des jours. On a voulu y voir un nouveau type d'immoraliste. C'est tout à fait faux. » (8/09/1954)

## Révolte 1946-1951
« Qu'est-ce qu'un homme révolté ? Un homme qui dit non. Mais s'il refuse, il ne renonce pas : c'est aussi un homme qui dit oui, dès son premier mouvement, »

— Albert Camus, L'Homme révolté - OCIII page 71
Ce chapitre contient des citations contextuelles de L'Homme révolté bien sûr, de La Peste, de L'État de siège, de L'Exil et le royaume (Jonas, La femme adultère) ainsi que des Carnets (tomes I et III), des références à des œuvres moins connues comme Réflexions sur la guillotine ou Pluies sur New York. Il contient aussi des extraits relatifs à ses amis René Char (lettre, La Postérité du soleil), Louis Guilloux et des témoignages de Maria Casarès. De son voyage à New York il écrit « J'aime New York, de ce puissant amour qui vous laisse parfois plein d'incertitudes et de détestations : il arrive qu'on ait besoin d'exil. » (Pluies sur New York, OCII page 693)
Les illustrations s'appuient sur des photos de la famille Camus : Albert, Francine, les jumeaux. Camus a écrit cette réflexion, non dénuée d'humour, à propos de la famille : « On s'obstine à confondre le mariage et l'amour d'une part, le bonheur et l'amour d'autre part. Mais il n'y a rien de commun. C'est pour cela qu'il arrive, l'absence d'amour étant plus fréquente que l'amour, que des mariages soient heureux. » (Carnets, OCIV page 1066) 
On y trouve également des photos de Camus avec Louis Guilloux et René Char, avec la troupe du théâtre Marigny (Jean-Louis Barrault, Maria Casarès...)

## Solitaire, solidaire 1952-1960
« Je me sens d'abord solidaire de l'homme de tous les jours »

— Albert Camus, Interview d'octobre 1957
C'est un homme partagé qui écrira aussi : « Une part de moi a méprisé sans mesure cette époque. Je n'ai jamais pu perdre... le goût de l'homme et le cœur m'a souvent manqué devant l'extrémité de déchéance qu'a touché le siècle. Mais une autre part a voulu assumer la déchéance et la lutte commune... » (Carnets 1949-1959, OCIV, page 1129)
Ce dernier chapitre contient aussi des références autobiographiques à travers Le Premier Homme, le tome III des Carnets ainsi que Actuelles II ou tirées de L'Été, de La Chute, de L'Exil et le royaume (Jonas, Les Muets, L'hôte). Mais il contient d'autres textes moins connus tirés de ses éditos à L'Express, de Calendrier de la liberté, Désert vivant ou d'une lettre à Mohamed Aziz Kessous.
Il repose sur quelque temps forts comme le prix Nobel avec des extraits de ses discours, les réactions d'hommes comme Roger Stéphane ou Jacques Laurent, le théâtre avec des textes et des photos tirés du festival d'Angers, de Requiem pour une nonne (Camus et Catherine Sellers), Le chevalier d'Olmedo (répétition avec les jumeaux) ou Les Possédés (Catherine Sellers, Pierre Vaneck, Pierre Blanchar). Du prix Nobel, il dira : « J'ai reçu cette nouvelle avec une sorte de panique. Ce qui m'aide, ce sont les signes de quelques-uns que j'aime. » (lettre à Nicola Chiaromonte, 20/10/1957)
Est-ce prémonition quand il écrit dans Le Premier homme que « le livre doit être inachevé. » (OCIV page 927) 

Et René Char, face à cette mort brutale qui le bouleverse, écrira ces vers d'une terrible beauté :
Avec celui que nous aimons, nous avons cessé de parler, et ce n'est pas le silence. [...]

    À l'heure de nouveau contenue où nous questionnons tout le poids d'énigme, soudain commence la Douleur,

    Celle de compagnon à compagnon, que l'archer cette fois, ne peut pas transpercer.
— René Char, L'Éternité à Lourmarin, L'Isle-sur-la-Sorgue le 17 avril 1960 - OC page 412